# Собор Винницких святых
Собор Винницких Святых (День всех Святых в земле Винницкой просиявших) — праздник Украинской Православной Церкви в честь святых, связанных с Винницкой епархией, Могилёв-Подольской епархией и Тульчинской епархией . 

Празднование Собора Святых Винницкой земли было установлено по благословению Священного Синода Украинской Православной Церкви 1 апреля 2015 года (журнал №15)  во главе с Блаженнейшим Митрополитом Киевским и всея Украины Онуфрием..
Дата празднования Собора – 14 сентября (по новому стилю) в день начала индикта (церковного новолетия).

## Список святых
В состав Собора святых Винницкой земли включены 15 подвижников, жизнь и подвиг которых связаны с Виннитчиной:
- Святитель Пётр (Могила), митр. Киевский (+ 1646, память 13 января)
- Святитель Амвросий (Полянский), еп. Каменец-Подольский, исповедник (+ 1932, память 27 октября, 20 декабря)
- Святитель Феодосий (Полоницкий-Углицкий), архиеп. Черниговский (+ 1696, память 18 февраля, 22 сентября)
- Преподобный Антоний Печерский, Киевский, начальник всех русских монахов (+ 1173, память 20 мая, 23 июля, 15 сентября)
- Преподобный Феодор, князь Острожский, Печерский, в Дальних пещерах (+ ок.1410, память 24 августа, 10 сентября)
- Преподобный Феофил Киевский (Горенковский), Христа ради юродивый (+ 1853, память 27 июля, 10 ноября)
- Священномученик Александр (Петровский), архиеп. Харьковский (+ 1940, память 24 мая, 12 ноября)
- Священномученик Иннокентий (Тихонов), архиеп. Винницкий (+ 1937, память 29 ноября)
- Священномученик Порфирий (Гулевич), еп. Симферопольский (+ 1937, память 2 декабря)
- Священномученик Иоанн (Мельниченко), пресвитер (+ 1937, память 15 сентября)
- Священномученик Алексий (Воробьёв), пресвитер (+ 1937, память 20 августа)
- Преподобномученик Иоанн (Лаба), пресвитер (+ 1937, память 4 сентября)
- Преподобномученик Василий (Мазуренко), пресвитер (+ 1938, память 8 января)
- Преподобномученик Евтихий (Качур), пресвитер (+ 1937, память 3 декабря)
- Преподобномученик Геннадий (Ребеза), пресвитер (+ 1937, память 2 декабря)

## Описание иконы
Композиция иконы Собора Винницких Святых задумана как традиционный собор святых, но с добавлением местночтимых икон Богородицы. Сонм новопрославленных в 2015 году святых угодников Божиих представлен на фоне храма, изображающего Спасо-Преображенський Кафедральний Собор УПЦ в Виннице.
Невозможно показать сияние подвига святых в вечности средствами живописи, поэтому была избрана древняя каноническая система живописи, выработанная полутора тысячелетним опытом церковного искусства и основанная на знаково-символическом понимании образов. Каноническая традиция церковного искусства выработала систему, ориентированную на обозначение бытия через сочетание знаков, символов и образов, заимствованных из реалий земной жизни, но обозначающих вечность.
По правую сторону от центрального образа Христа Спасителя находится Зиновинская Икона Пресвятой Богородицы, далее Писаревская Икона Пресвятой Богородицы и Винницко-Рожецкая Икона Пресвятой Богородицы.
По левую сторону от центрального образа Христа Спасителя находится Тывровская Ченстоховская Икона Пресвятой Богородицы, далее Браиловская Икона Пресвятой Богородицы и Барская Икона Пресвятой Богородицы.
В первом, нижнем, ряду изображены по центру Свт. Петр (Могила), справа - Свт. Феодосий Черниговский, далее  Сщмч. Иннокентий (Тихонов) Винницкий и Сщмч. Порфирий (Гулевич) Симферопольский. Слева - Сщмч. Александр (Петровский) Харьковский, далее Сщисп. Амвросий (Полянский) Каменец-Подольский и Прп. Антоний Печерский.
Второй ряд справа возглавляет Прп. Феофил Киевский, далее Прмч. Василий (Мазуренко) и Прмч. Иоанн (Лаба).
Второй ряд слева возглавляет Прп. Феодор Острожский / Феодосий Печерский, далее  Прмч. Геннадий (Ребеза) и Прмч. Евтихий (Качур).
В третьем ряду справа изображен Сщмч. Алексий (Воробьёв), слева -  Сщмч. Иоанн (Мельниченко).
Автор иконы - художник-иконописец Ростислав Моцпан.

## Выписка из журналов заседания Священного Синода
Выписка из журналов заседания Священного Синода Украинской Православной Церкви от 1 апреля 2015
В заседании Священного Синода Украинской Православной Церкви под председательством Блаженнейшего Митрополита Киевского и всея Украины Онуфрия
СЛУШАЛИ:
Рапорт Преосвященного митрополита Винницкого и Барского Симеона об установлении дня празднования Собора Винницких святых 1/14 сентября (старый / новый стиль) с внесением в Церковного календаря Украинской Православной Церкви.
ПОСТАНОВИЛИ:

1. Благословить установления дня празднования Собора Винницких святых 1/14 сентября (старый / новый стиль).
2. В состав Собора Винницких святых включить:
1) свт. Петра Могилу, митрополита Киевского;
2) свт. Амвросия (Полянского), епископа Каменец-Подольского, исповедника;
3) свт. Феодосия, архиепископа Черниговского;
4) прп. Антония Печерского, Киевского, начальника всех русских монахов;
5) прп. Феодора, князя Острожского, Печерского, в Дальних пещерах;
6) прп. Феофила Киевского, Христа ради юродивого;
7) сщмч. Александра (Петровского), архиепископа Харьковского;
8) сщмч. Иннокентия (Тихонова), архиепископа Винницкого;
9) сщмч. Пофирия (Гулевич), епископа Симферопольского;
10) сщмч. Иоанна Мельниченко, пресвитера;
11) сщмч. Алексея Воробьева, пресвитера;
12) прмч. Иоанна (Лаба), пресвитера;
13) прмч. Василия (Мазуренко), пресвитера;
14) прмч. Евтихия (Качура), пресвитера;
15) прмч. Геннадия (Ребезо), пресвитера.
3. Календарный комиссии внести соответствующие изменения в Церковный календарь Украинской Православной Церкви.

## Празднование

### 2015 год
14 сентября 2015 года, в день установленного праздника — Собора Винницких святых, Предстоятель Украинской Православной Церкви Блаженнейший митрополит Киевский и всея Украины Онуфрий совершил Божественную литургию на площади перед Спасо-Преображенским кафедральным собором г. Винница. В этот день Церковь также празднует начало индикта (церковное новолетие) и память преподобного Симеона Столпника.
Его Блаженству сослужили: митрополиты — Одесский и Измаильский Агафангел, Верийский, Наусский и Кампанийский Пантелеимон (Элладская Православная Церковь), Вышгородский и Чернобыльский Павел, наместник Свято-Успенской Киево-Печерской лавры; Тульчинский и Брацлавский Ионафан, Хмельницкий и Староконстантиновский Антоний, Сарненский и Полесский Анатолий, Винницкий и Барский Симеон (ныне ушедший в раскол), Криворожский и Никопольский Ефрем, Могилев-Подольский и Шаргородский Агапит, Переяслав-Хмельницкий и Вишневский Александр (ныне ушедший в раскол); архиепископы — Гурий (Кузьменко), Житомирский и Новоград-Волынский Никодим, Владимир-Волынский и Ковельский Владимир, Яготинский Серафим; епископы — Семятыцкий Георгий (Польская Православная Церковь), Унгенский и Ниспоренский Петр, Единецкий и Бричанский Никодим, Туровский и Мозырский Леонид, Конотопский и Глуховский Роман, Бородянский Варсонофий, Сорокский Иоанн, а также духовенство Винницкой епархии и гости праздника в священном сане.
Перед началом Литургии архипастырь поклонился частице мощей прп. Симеона Столпника, принесенными в Винницу 12 сентября в сопровождении делегации греческих священнослужителей во главе с митрополитом Верийский Пантелеимоном.

### 2019 год
В ночь с 13 на 14 сентября 2019 года, по случаю праздника в честь Всех святых земли Винницкой и 81-й годовщины со дня рождения митрополита Макария (Свистуна), митрополит Винницкий и Барский Варсонофий совершил ночную Божественную литургию на площади у Спасо-Преображенского кафедрального собора города Винницы.
За праздничным богослужением правящему архиерею сослужило многочисленное духовенство Винницкой епархии.
На молитву к кафедральному Спасо-Преображенскому собору, который сейчас находится в руках перешедшего в ПЦУ бывшего Винницкого митрополита Симеона (Шостацкого), пришли более тысячи верующих. Большая часть из них молилась прямо под открытым небом, но это, как подчеркнули в епархии, никак «не испортило праздничной, почти пасхальной атмосферы».
По завершении литургии был совершен молебен, на котором вознесли молитвы о городе и его жителях  – 14 сентября Винница отмечает День города.

## Святые XII века
- Прп. Антоний Печерский, Киевский, начальник всех русских монахов (+ 1173, память 20 мая, 23 июля, 15 сентября)

## Святые XV века
- Прп. Феодор, князь Острожский, Печерский, в Дальних пещерах (+ ок.1410, память 24 августа, 10 сентября)

## Святые XVII века
- Свт. Петр (Могила), митр. Киевский (+ 1646, память 31 декабря)
- Свт. Феодосий (Полоницкий-Углицкий), архиеп. Черниговский (+ 1696, память 18 февраля, 22 сентября)

## Святые XIX века
- Прп. Феофил Киевский (Горенковский), Христа ради юродивый (+ 1853, память 27 июля, 10 ноября)

## Святые XX века / Новомученики
- Свт. Амвросий (Полянский), еп. Каменец-Подольский, исповедник (+ 1932, память 27 октября, 20 декабря, 7 февраля)
- Сщмч. Александр (Петровский), архиеп. Харьковский (+ 1940, память 24 мая, 12 ноября, 7 февраля)
- Сщмч. Иннокентий (Тихонов), архиеп. Винницкий (+ 1937, память 29 ноября)
- Сщмч. Порфирий (Гулевич), еп. Симферопольский (+ 1937, память 2 декабря, 7 февраля)
- Сщмч. Иоанн (Мельниченко), пресвитер (+ 1937, память 15 сентября, 7 февраля)
- Сщмч. Алексий (Воробьёв), пресвитер (+ 1937, память 20 августа, 7 февраля)
- Прмч. Иоанн (Лаба), пресвитер (+ 1937, память 4 сентября, 7 февраля)
- Прмч. Василий (Мазуренко), пресвитер (+ 1938, память 8 января, 7 февраля)
- Прмч. Евтихий (Качур), пресвитер (+ 1937, память 3 декабря, 7 февраля)
- Прмч. Геннадий (Ребеза), пресвитер (+ 1937, память 2 декабря, 7 февраля)